# استینگ (کشتی‌گیر)
استیو بوردون (متولد ۲۰ مارس ۱۹۵۹)، که بیشتر آن را با نام استینگ می‌شناسند، یک کشتی‌گیر آمریکایی است که در سال ۲۰۱۶ از رقابت‌های کشتی کج خداحافظی کرد. استینگ که از کشتی گیران کمپانی رقیب WWE یعنی WCW بود سمبل رقابت و جنگ با WWE شناخته می‌شد بعدها از او به عنوان تنها کشتی‌گیر پر طرفداری که هرگز در wwe حضور نیافته بود نام می‌بردند ٬‍در سال ۲۰۱۴ پس از ۱۴ سال برای اولین بار به wwe آمد تا انتقام نابودی wcw را از مسببین آن که مدیران wwe بودند بگیرد، بزرگترین معروفیت وی دوران قهرمانی دابلیو سی دابلیو چمپیون است. استینگ ۲۴ قهرمانی را در طول کریر خود داشته‌است و پانزده بار قهرمان سنگین‌وزن شده‌است دو بار قهرمان NWA چمپیون و شش بار قهرمانی WCW و چهار بار نیز قهرمان سنگین‌وزن TNAبوده‌است او هم‌اکنون تنها کشتی‌گیری است که هر سه قهرمانی NWA , WCW , TNA را داشته‌است. یکی از ویژگی‌های استینگ این است که اکثر باخت‌هایش در مسابقات غیرعادلانه و با دخالت بقیه رقم خورده‌است. استینگ برندهٔ محبوب‌ترین کشتی‌گیر سال را به مدت چهار بار پشت سر هم بدست آورد که تا کنون هیچ‌کس دیگر موفق به کسب این میزان از محبوبیت پی در پی نشده‌است او در سال ۲۰۲۰ به کمپانی نوپایهAEWپیوست و به غیر از او کشتی گیران بسیاری از WWE مانند بیگ شو و مارک هنری و مت هاردی و کریس جریکو و کودی رودز به AEW پیوستند.

## دوران کشتی حرفه ای
افتخارات:
- ۶ بار قهرمانی سنگین وزن WCW
- ۴ بار قهرمانی سنگین وزن TNA
- پیوستن به تالار شهرت دبلیو دبلیو ای در سال ۲۰۱۶
- ۱ بار قهرمانی تگ تیم TNA با کرت انگل
- ۳ بار قهرمانی کمربند تگ تیم WCW با د جاینت - کوین نش - لکس لوگر
- ۲ بار قهرمانی WCW United States Championship

### کانتیننتال رسلینگ اساکشن (۱۹۸۵–۱۹۸۶)
بوردون کار کشتی خود را با نام «فلش» آغاز کرد که تیمی را به همراه جیم هلویگ تشکیل داد که یکی از قدرتمندترین تیم‌های آمریکا در کانتیننتال رسلینگ اساکشن بود، چندی بعد وی در شهر ممفیس نام خود را به بلید رانر تغییر داد و شخصیتی منفی بدست آورد اما پس از مدتی نام خود را استینگ (به معنی نیش) قرار داد به همراه جیم هلویگ تگ تیم د بلید رانر را تشکیل داد.

### یونیورسال رسلینگ فدریشن (۱۹۸۶–۱۹۸۷)
د بلید رانر به یونیورسال رسلینگ فدریشن رفت. جیم هلویگ که بعدها به آلتیمیت واریور معروف شد در اواسط سال ۱۹۸۶ از استینگ جدا شد و استینگ به تنهایی و بدون همراه به کار خود ادامه داد؛ و به همراه ادی گیلبرت موفق به قهرمانی یو دابلیو اف چمپیون شد.
در اواسط سال ۱۹۸۷استینگ و گیلبرت در یک بازی به مصاف تری تیلور رفتن که گیلبرت به استینگ نامردی کرده و وی را می‌زند و به همراه تری قهرمان تگ تیم می‌شود و از آن لحظه استینگ شخصیت مثبت (فیس) پیدا کرد.
درگیری استینگ و گیلبرت ادامه پیدا کرد تا اینکه استینگ در یک بازی با شکست گیلبرت قهرمانی تلویژن چمپیون را بدست آورد اما چندی بعد با شکست در برابر داستی رودز قهرمانی اش را از دست داد

### ورلد رسلینگ چمپیون

#### تبدیل به یک ستاره شدن (۱۹۸۷–۱۹۸۹)
در ژوئیه ۱۹۸۷ استینگ وارد کمپانی ان دابلیو ای شد. , اولین مسابقه‌ای که استینگ در یک پی پر ویو برگزار کرد باعث شد تا در شو استارکید تبدیل به یک ستاره شود استینگ در یک بازی شش نفره تگ تیم به همراهی مایکل هیز و جیمی گروین به مصاف گیلبرت و ریک استاینر و لری زبیسکو قرار گرفت که بازی پس از پانزده دقیقه ناتمام ماند.
در سال ۱۹۸۸ استینگ در یک اقدام شجاعانه ریک فلر قهرمان ان دابلیو ای چمپیون را به مبارزه دعوت کرد اما موفق به پیروزی در برابر وی نشد. در مسابقهٔ ریمچ که بین این دو برگزار شد باز هم استینگ حریف ریک نشد و موفق به دریافت قهرمانی سنگین‌وزن نشد. پس از مدتی استینگ تیمی را به همراه کولوف تشکیل داد و در پی پر ویو گریت آمریکن بش به مصاف تیم تونی بلانچارد و ارن اندرسون رفت اما موفق به شکست آن‌ها نشد. چندی بعد رقابتی بین استینگ و داستی رودز به وجود آمد که استینگ در بازی داستی رودز و تیم رود واریورز به هواک و انیمال اعضای گروه رودوایورز حمله کرد. چندی بعد در یک بازی در پی پی وی استارکید تگ تیم استینگ و داستی رودز مصاف تیم رود واریورز رفتند که استینگ و رز این بازی رو به صورت دی کیو ناتمام ماند.
در سال ۱۹۸۹ استینگ اولین قهرمانی خود را در ان دابلیو ای چمپیون بدست آورد و در یک بازی طولانی موفق به شکست روتاندو شد اما طولی نکشید که این قهرمانی رو با شکست در برابر آیرون شیک از دست داد. در اواسط سال ۱۹۸۹ گریت موتا استینگ رو در پی پر ویو گریت آمریکن بش چلنج کرد در این بازی استینگ تا سه شماره موتا رو بر روی رینگ نگه داشت اما پس از بازبینی فیلم متوجه شدند که دو شماره نگه داشت. چندی بعد ریمچ این بازی در یک بازی نو رد صلاحیت مچ برگزار شد که موتا برندهٔ اون بازی شد و انتقام شکست خودش از استینگ رو گرفت..
درگیری استینگ و موتا به دو رغیب قهرمانی سنگین‌وزن کشیده شد. موتا و تری فانک با هم درگیر شدند و از طرفی استینگ با قهرمان ریک فلر درگیر شد. پس از مدتی استینگ با پیروزی در یک بازی چهارنفره در پی پی وی هالووین هواک در برابر آر اندرسون و موتا و تری فانک نامبروان کنتندر برای ان دابلیو ای چمپیون شد و حریف ریک فلر برای کمربند شد.

#### درگیری بر سر کمربند (۱۹۹۰–۱۹۹۱)
در سال ۱۹۹۰ استینگ بر سر کمربند در یک بازی استیل کیج مچ به مصاف ریک فلر رفت اما موفق به پیروزی نشد و دچار مصدومیت در آن بازی شد. در طول مصدومیت استینگ، دوست وی لکس لوگر رقیب اصلی استینگ برای قهرمانی دابلیو سی دابلیو تلاش می‌کرد.
در طول درگیری‌های بین ریک فلر و لکس لوگر استینگ به الی اندرسون حمله می‌کند و این باعث بهتر شدن رابطهٔ استینگ و لکس لوگر شد. چندی بعد در پشت صحنه ریک فلر با کمربند ضربه‌ای رو به لکس لوگر می‌زند و اعلام می‌کند که نمی‌گذارد استینگ هرگز دوباره به رینگ برگردد
استینگ پس از بهبود یافتن در پی پی وی گریت آمریکن بش سال ۱۹۹۰ در یک مسابقه موفق به شکست ریک فلر می‌شود و قهرمانی ان دابلیو ای چمپیون رو بدست می‌آورد. پس از قهرمانی استینگ پندی بعد مرد ماسک داری با نام بلک اسکورپیون به استینگ حمله می‌کند و درگیری بین استینگ و بلک اسکورپیون آغاز می‌شود. این درگیری در پی پی وی استارکید در ماه دسامبر در یک بازی کیج مچ با پیروزی استینگ به پایان می‌رسد.

### دابلیو سی دابلیو

#### حضور در دابلیو سی دابلیو (۱۹۹۱–۱۹۹۸)

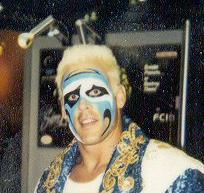
استینگ در زمان حضور در دابلیو سی دابلیو

در سال ۱۹۹۱ استینگ و لکس لوگر تیمی را تشکیل دادند که در اولین پی پی وی خود در برابر استاینر برادر در سوپربراول قرار گرفتند. در این بازی استاینر برادرز برندهٔ مسابقه شدند.
چندی بعد استینگ مسابقه‌ای را در برابر استیو آستین بر سر کمربند دابلیو سی دابلیو یونایتد استیت انجام داد که با شکست استیو آستین قهرمانی را بدست آورد اما ۸۶ روز بعد در پی پی وی کلش آف چمپیونز با شکست در مقابل ریک رود کمربند خود را از دست داد.
در اوایل سال ۱۹۹۴ استینگ یک درگیری طولانی مدت را با ریک رود و ویدر بر سر کمربند اینترنشنال هوی ویت داشت که در ماه آوریل موفق به دریافت آن شد. پس از قهرمانی درگیری استینگ و ریک رود افزایش پیدا کرد تا بالاخره ریک رود موفق شد کمربند خودش را پس بگیرد.
در گریت آمریکن بش ۱۹۹۵ استینگ با شکست منگ موفق شد قهرمانی یونایتد استیت را بدست آورد همچنین در مسابقهٔ ریمچ نیز در پی پی وی بش ات د بیچ باز هم منگ را شکست داد و از کمربند خود دفاع کرد}}
در سال ۱۹۹۶ استینگ با نقاشی روی صورت خود و شکل و شمایل جدیدی وارد مسابقات شد. استینگ صورت خود به با رنگ‌های سفید و رگه‌هایی از خطوط سیاه نقاشی کرد.
پس از مدتی استینگ دوباره با دوست قدیمی خود لکس لوگر تشکیل تیم داد و این دقیقاً بعد از بازگشت لکس لوگر از دابلیو دابلیو اف به دابلیو سی دابلیو بود. استینگ و لوگر چندی بعد موفق به قهرمان شدند کمربند دابلیو سی دابلیو تگ تیم با شکست تیم هارلم هیت شدند. پس از مصدومیت لکس لوگر این گروه مجدداً از هم پاشید و اینبار یکی از اعضای سابق گروه هارلم هیت یعنی بوکرتی با استینگ تشکیل تیم داد اما این دو در ابتدای تیم شدن نتوانستند همانند زمانی که لکس لوگر حضور داشت موفقیت داشته باشند.
در تابستان سال ۱۹۹۶ استینگ مجدد به همراه لگس لوگر تیمی را تشکیل داد اما اینبار یک عضو دیگر نیز به این گروه اضافه شد. رندی ساوج عضو جدید این گروه بود که در پی پی وی بش ات د بیچ موفق به شکست تیم اسکات هال و کوین نش و یک پارتنر نا معلوم شد. در این بازی هالک هوگان دخالت کرد و بازی با دخالت گروه nWo ناتمام ماند.
در دسامبر ۱۹۹۷ درگیری‌ها بین گروه nWo و استینگ به شدت زیاد شد تا زمانی که استینگ و هوگان در پی پی وی استارکید در یک بازی با داوری برت هارت قرار گرفت که در این بازی هوگان با زدن یک لگ دراپ قصد پین کردن و نگه داشتن استینگ داشت که قبل از پایان پین کردن از شمارش دست کشید نیک پاتریک با آمدن به جای برت هارت و شمردن سریعتر از حالت معمول باعث پیروزی هوگان شد. در هفتهٔ بعد در یکی از قسمت‌های دابلیو سی دابلیو تاندر استینگ کمربند رو می‌گیرد و برای اولین بار اولین کلمات خودش رو پشت میکروفون و رو در روی هوگان گفت «تو… تو یک مرد مرده هستی!».

#### سال‌های پایانی دابلیو سی دابلیو (۱۹۹۹–۲۰۰۱)
در مارس ۱۹۹۹ استینگ رقیب جدیدی به نام دایمون دالاس پیج (دی دی پی) پیدا کرد درگیری این دو تا زمانی پیش رفت که دی دی پی قهرمانی دابلیو سی دابلیو را بدست آورد. در بیست و ششم آوریل در شو نیترو یک بازی بر سر کمربند بین این دو برگزار شد که استینگ موفق شد با پیروزی در برابر دی دی پی برای پنجمین بار قهرمانی را بدست آورد. شب پس از قهرمانی یک بازی چهارنفره بین استینگ و کوین نش و گلدبرگ و دی دی پی برگزار شد که دی دی پی با پین کردن کوین نش برندهٔ بازی شد و باعث شد استینگ کمتر از بیست وچهار ساعت کمربند خودش را از دست بدهد و لقب کوتاه مدت‌ترین قهرمان را در تاریخ دابلیو سی دابلیو بدست آورد..
چند ماه بعد درگیری استینگ با گلدبرگ و رندی ساوج شروع شد که منجر به تگ تیم شدن استینگ و کوین نش شد و در یک بازی در بش اد د بیچ در ماه ژوئیه نش از ساوج شکست خورد و قهرمانی خودش را از دست داد.
در ۱۲ ژوئیه هالک هوگان از مصدومیت فارغ شد و خودش رو برای قهرمانی آماده کرده بود هفتهٔ بعد در شو نیترو استینگ ریک فلر رو شکست داد بعد از اون شب کوین نش برای رسیدن به قهرمانی شخصیت منفی گرفت و به هوگان در طول بازی با سایکو سید حمله کرد. استینگ از کار نش دلخور شد و درگیری بین استینگ و هوگان در برابر نش و ریک استاینر اتفاق افتاد.
در سال ۲۰۰۰ استینگ در یک بازی با جف جارت بود که اسکات استاینر به او حمله کرد و باعث شد استینگ دچار مصدومیت شود و تا پایان کار دابلیو سی دابلیو نتوانست در میدان‌ها حضور پیدا کند.
پس از ورشکست شدن دابلیو سی دابلیو و پیوستنش به دابلیو دابلیو ای استینگ که نماد رقابت و جنگ با wwe بود بر خلاف بقیه نپذیرفت به کمپانی ای بپیوندد که سبب نابودی خانه او یعنی wcw شده بود. وینس مک‌من هم علاقه‌ای به حضور استینگ در دابلیو دابلیو ای نشان نداد و استینگ نتوانست در دابلیو دابلیو ای حضور پیدا کند.

### ورلد رسلینگ آل استارز (۲۰۰۲–۲۰۰۳)
استینگ در سال ۲۰۰۲ برای اولین بار پس از دابلیو سی دابلیو در تور اروپای ورلد رسلینگ آل استارز شرکت کرد که در اولین بازی در کشور ایرلند در یک بازی تگ تیم به همراه لکس لوگر موفق به شکست بگول و مالایس شد. لوگر که توسط جف جارت کمک می‌شد در ششم دسامبر در اسکاتلند استینگ رو شکست داد و قهرمان دابلیو دابلیو ای (WWA) شد. استینگ و لوگر چندین رقابت در برابر در این سال‌ها داشتند.

### توتال نانستاپ اکشن رسلینگ

#### شروع کار در تیان ای(۲۰۰۳–۲۰۰۵)

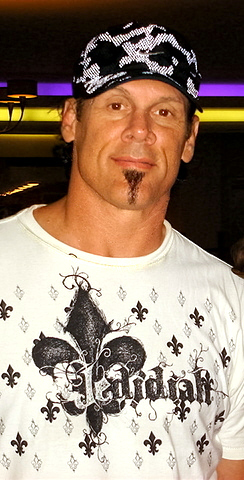
استینگ بدون نقاشی روی صورت

در سال ۲۰۰۳ استینگ قراردادی را با کمپانی تی ان ای امضا کرد اما بازی‌های اولیه وی بیشتر به عنوان فردی مهمان بود. در اولین شو در کی بازی تگ تیم به همراه جف جارت موفق به شکست تیم ای.جی. استایلز و سیکس پک شد. در ماه نوامبر استینگ در یک بازی تیمی دیگر اینبار به همراهی ای.جی. استایلز موفق به شکست تیم جف جارت و لکس لوگر شد. درگیری‌ها بین استینگ و جف جارت تا جایی ادامه پیدا کرد که استینگ در یک بازی نو رد صلاحیت موفق به شکست جف جارت شد
در مارس ۲۰۰۴ استینگ با مایک تینای گزارشگر تی ان ای مصاحبه‌ای رو انجام داد که در طی اون در مورد ویدئویی که در مورد زندگی‌نامه وی ساخته شد با نام «استینگ: لحظهٔ حقیقت» توضیح داد و در همان شب داوری یک بازی چهارنفره بین ابیس و ای.جی. استایلز و ریون و ران کلیننگز را بر عهده داشت که در ریون در آن بازی پیروز شد.
در دسامبر ۲۰۰۵ در پی پی وی ترنینگ پوینت در جایی که جف جارت مشغول خوشحالی در رینگ پس از پیروزی اش بود نور چراغ‌ها کمرنگ شده و نمادی از عقرب در سالن به نمایش گذاشته شد و استینگ در اول ژانویه ۲۰۰۶ رسماً به عنوان یک استار مین اونتی تی ان ای به میدان‌ها بازگشت.

#### بازگشت و درگیری با جف جارت (۲۰۰۶)
در فاینال رزلوشن ۲۰۰۶ استینگ و کریستین کیج موفق به شکست جف جارت و مانتی براون شدند. درگیری‌ها بین استینگ و جف جارت همچنان ادامه داشت تا اینکه جارت اریک یانگ را برای مبارزه با استینگ وارد کرد پس از مدتی کریستین کیج و راینو به‌طور شگفت‌آوری به تیم جف جارت حمله کردند در سیزدهم آوریل ۲۰۰۶ استینگ در یک بازی به مصاف اریک یانگ رفت و موفق به شکست وی شد. دو تیم به‌طور کلی تشکیل شد تیم جارت که متشکل از جف جارت و اسکات استاینر و گروه آمریکن مست وانتد و تیم استینگ متشکل از استینگ و ای.جی. استایلز و راینو و ران کیلینگ بود. در پی پی وی لاک داون این دو گروه به مصاف هم رفتند که تیم استینگ برندهٔ بازی شد.

#### درگیری‌های مختلف (۲۰۰۶–۲۰۰۸)
استینگ در پی پی وی جنسیس به مصاف ابیس رفت و در این بازی شکست خورد. در هفتهٔ بعد از جنسیس درگیری استینگ و ابیس جدی تر شد. استینگ و هم تیمی سابقش کریستین کیج که به بادی گاردی تامکو بود به مصاف ابیس رفتند در این بازی سه نفره بر سر کمربند سنگین‌وزن ابیس موفق به پیروزی و دفاع از کمربند خودش شد.
در فاینال رزلوشن سال ۲۰۰۷ درگیری استینگ و ابیس ادامه پیدا کرد اما باز هم استینگ از بدست آوردن کمربند ناکام بود. در پی پی وی لاک داون استینگ به مصاف ابیس رفت که بازی به همراهی دخالت جارت اینبار به نفع استینگ با پیروزی وی همراه شد.
درگیری بر سر کمربند سنگین‌وزن بین استینگ و کریستین کیج و اینبار فرد جدید یعنی کرت انگل ادامه پیدا کرد. این سه در یک بازی به مصاف هم رفتند که در اواسط بازی کریستوفر دنیلز و ساموآ جو به استینگ حمله کردند و درگیری بین استینگ و کریستوفر دنیلز آغاز شد که در پایان با پیروزی استینگ در برابر دنیلز دئر اسلمیورسری شد.
پس از درگیری با دنیلز اینبار استینگ با رغیب سابقش یعنی ابیس هم تیم شد. ابیس و استینگ در پی پی وی ویکتوری رودز موفق به شکست ای.جی. استایلز و تامکو شدند. در هفتهٔ بعد استینگ و ابیس به مصاف کریستین کیج و ای.جی. استایلز در یک بازی نردبان رفتند که استینگ و ابیس برندهٔ بازی شدند.
چندی بعد مسابقه تگ تیمی برگزار شد و تیم استینگ با همراه جدیدش کرت انگل برندهٔ کمربند تگ تیم شدند چندی بعد در پی پی وی نو سارندر این کمربند را به آدام جونز و ران کیلینگز واگذار کردند. این باخت باعث ایجاد درگیری بین استینگ و کرت انگل شد. چندی بعد کوین نش پارتنر کرت انگل شد و در پی پی وی جنسیس در برابر استینگ و پارتنری نا معلوم باید قرار می‌گرفت این پارتنر مشخص شد که بوکرتی هست که در این بازی تیم کرت انگل برنده شد.

#### مین اونت مافیا (۲۰۰۸–۲۰۰۹)

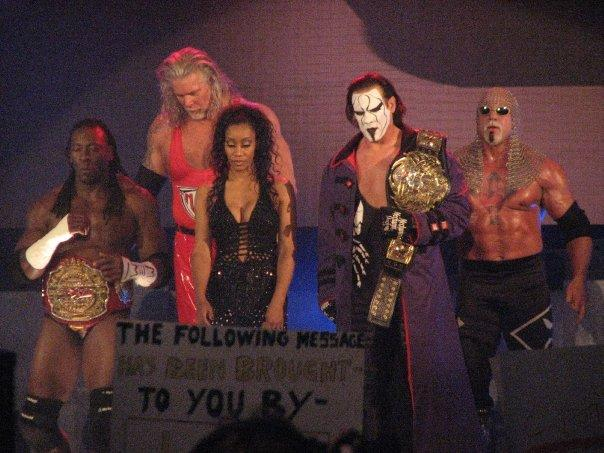
اعضای گروه مین اونت مافیا

در پی پی وی ویکتوری رود سال ۲۰۰۸ بوکرتی به مصاف ساموآ جو برای قهرمانی تی ان ای رفت که استینگ در طول بازی سعی بر پرت کردن حواس ساموآ جو داشت و پس از آن بازی درگیری بین ساموآ جو و استینگ ادامه پیدا کرد و همین درگیری باعث شخصیت منفی (هیل) شدن ساموا شد. در پی پی وی هارد جاستیس استینگ بهای.جی. استایلز که در حین بازی با کرت انگل در بازی لست من استندینگ مچ بود حمله کرد و این باعث اتحادی بین استینگ و انگل و بوکرتی شد.
در پی پی وی بوند فور گلوری استینگ و ساموآ جو بر سر کمربند تی ان ای به مصاف هم رفتند که استینگ موفق به پیروزی در این بازی شد پس از آن کوین نش و اسکات استاینر نیز با استینگ اتحاد بستند و در همین‌جا گروه مین اونت مافیا با حضور اعضای استینگ و کرت انگل و بوکرتی و کوین نش و اسکات استاینر ساخته شد. استینگ در طول ساخت این گروه موفق شد به مدت ۱۸۹ روز کمربند سنگین‌وزن را حفظ کند که به عنوان طولانی‌ترین دارندهٔ کمربند انتخاب شد. در طول این مدت استینگ از کمربند خودش در برابر راینو و ای.جی. استایلز و تیم تری دی دفاع کرد. در پی پی وی لاک داون ۲۰۰۹ استینگ سر انجام کمربند خود را از میک فولی شکست خورد و به وی واگذار کرد.
در پی پی وی ویکتوری رود استینگ در یک بازی به مصاف ساموآ جو رفت که در این بازی تز به کمک ساموا آمد و باعث شکست استینگ شد. استینگ پس از آن در یک بازی سه نفره بر سر کمربند سنگین‌وزن به مصاف مت مورگان و کرت انگل رفت که در آن بازی نا موفق بود. در پی پی وی نو سارندر در یک بازی پنج نفره برای کمربند سنگین‌وزن به مصاف هرناندز و مت مورگان و کرت انگل و ای.جی. استایلز رفت که در این بازی ای.جی. استایلز برندهٔ بازی شد و قهرمان سنگین‌وزن شد.

#### تغییر شخصیت (۲۰۱۰)

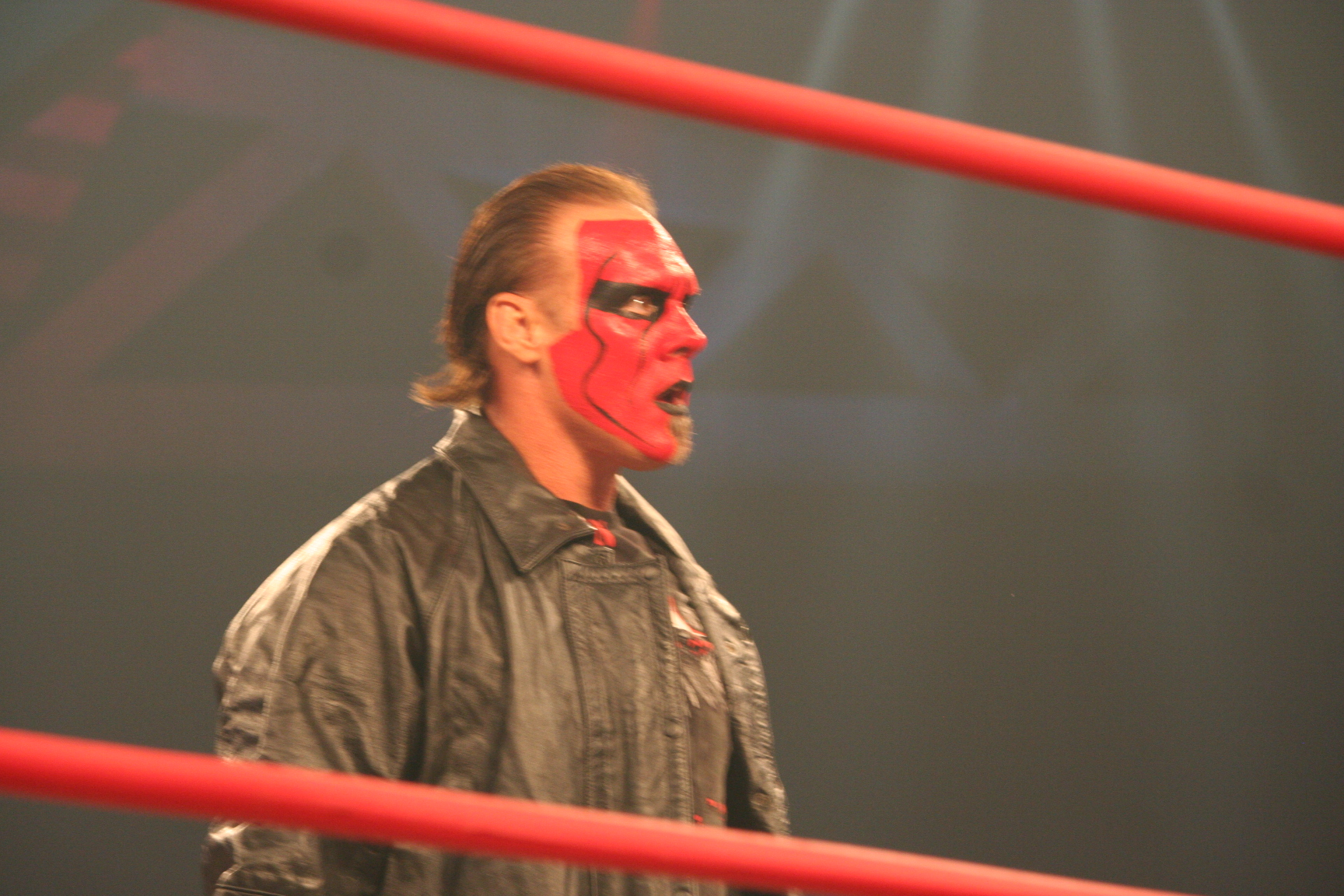
استینگ با چهره جدید در سال ۲۰۱۰

در یکی از شوهای ایمپکت استینگ به کمک هالک هوگان و ابیس می‌رود در حالی که این دو به شدت از ای.جی. استایلز و ریک فیلر ضربه خورده بودند؛ و با ضربهٔ چوب بیسبال ضرباتی رو وارد کرد که این باعث هیل شدن استینگ شد. چندی بعد استینگ به مصاف راب ون دام رفت و پس از شکست وی بعد از بازی شروع به زدنش کرد تا شخصیت منفی استینگ کامل شود. در مارس ۲۰۱۰ یک بازی بین تیم ریک فلر (استیک و دزموند ولف و رابرت رود و جیمز استورم) و تیم هوگان (ابیس و جف جارت و راب ون دام و جف هاردی) برگزار شد که تیم ریک فلر برندهٔ بازی شد. استینگ در ادامهٔ شخصیت منفی که پیدا کرده بود به اریک بیشاف حمله کرد و با چوب بیسبال دست وی را زخمی‌کرد. به خاطر این حملات دیکسی کارتر رئیس تی ان ای استینگ رو به مدت سی روز به حالت تعلیق درآورد. استینگ پس از پایان تعلیقش در پنچم اوت با نقاشی قرمز بر صورتش بازگشت.
در پی پی وی نو سارندر تگ تیم کوین نش و استینگ به مصاف ساموآ جو و جف جارت رفتند که در این بازی تیم ساموآ جو و جف جارت برندهٔ بازی شدند و پس از پایان بازی جارت با چوب بیسبال به شدت شروع به زدن استینگ کرد. در شانزدهم سپتامبر در ری اکشن عضو جدیدی با نام دانجلو داینرو به تیم استینگ و کوین نش اضافه شد.
در پی پی وی بوند فور گلوری استینگ و نش و داینرو در یک بازی سه به دو به مصاف ساموآ جو و جف جارت رفتند و باعث ادامهٔ درگیری‌های بین این گروه‌ها شدند.

#### آیکن دیوانه (۲۰۱۱–۲۰۱۴)

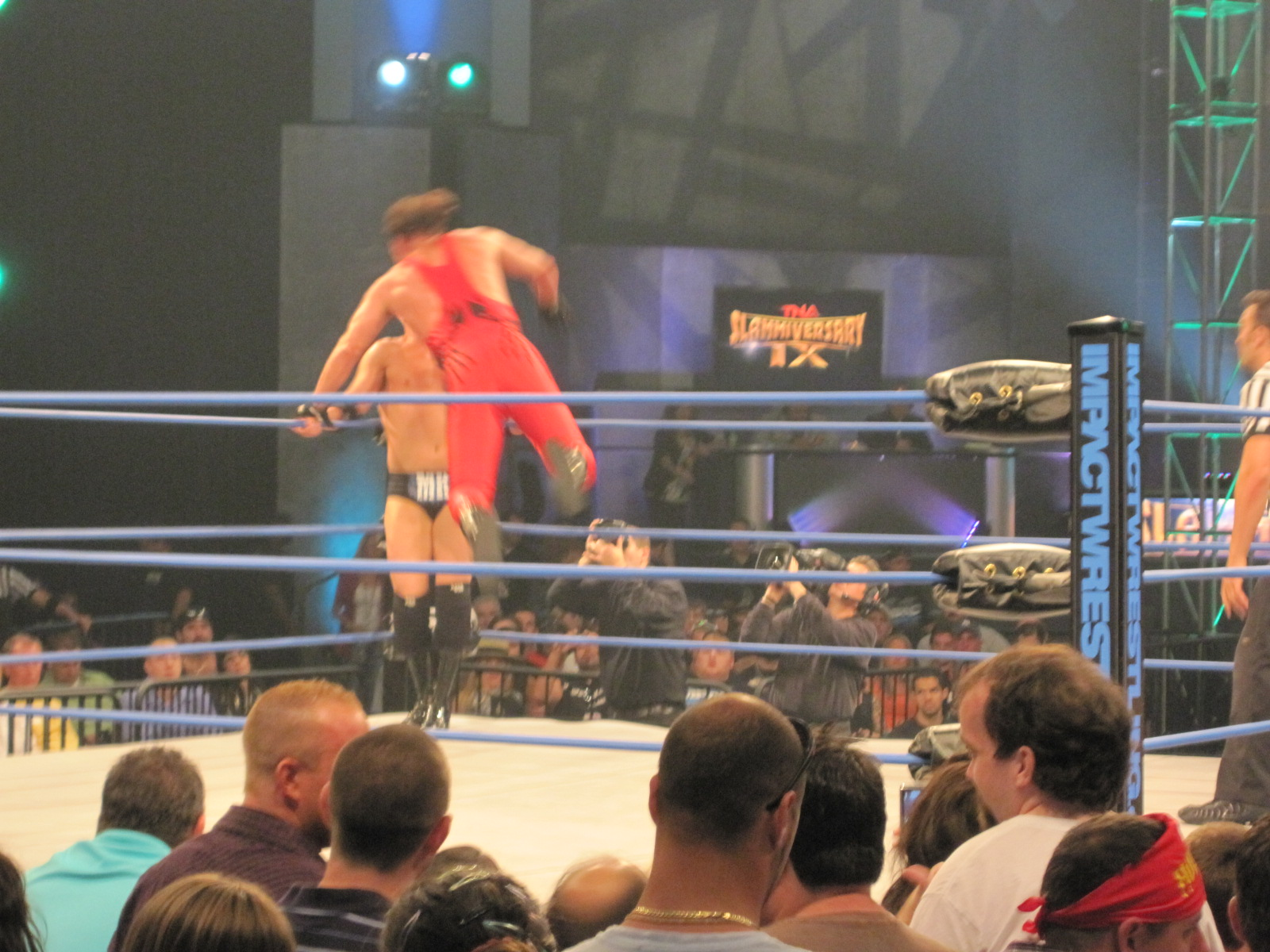
استینگ در بازی با مستر اندرسون در سال ۲۰۱۱.

استینگ در فوریه ۲۰۱۱ حاضر به مبارزه در برابر جف هاردی بر سر کمربند سنگین‌وزن شد و موفق شد با شکست وی برای سومین بار قهرمان تی ان ای ورلد چمپیون شود. در سیزدهم مارس در پی پی یو ویکتوری رود در مسابقهٔ ریمچ موفق شد در یک بازی نو رد صلاحیت مجدد جف هاردی را شکست دهد. در ماه بعد در پی پی وی لاک داون استینگ بر سر کمربند به مصاف مستر اندرسون و راب ون دام در یک بازی سه نفره قفس رفت؛ و در آن بازی نیز موفق به حفظ کمربند خود شد. سرانجام استینگ در پی پی وی اسلمیورسری کمربند خود را به مستر اندرسون واگذار کرد.
چند هفته بعد استینگ شخصیتی همانند شخصیت جوکر در فیلم شوالیه تاریکی محصول سال ۲۰۰۸ را پیدا کرد و درگیری‌های خود را با مستر اندرسون با لقب «ایکن دیوانه» ادامه داد و موفق شد کمربند را از وی بگیرد اما در هفتم اوت کمربند را به کرت انگل واگذار کرد بعد از آن بازی انگل به صندلی شروع به زدن استینگ کرد.
در اول سپتامبر استینگ در یک مسابقه ریمچ بر سر کمربند سنگین‌وزن به مصاف کرت انگل رفت اما در آن بازی شکست خورد در یازده سپتامبر در پی پی وی بوند فور گلوری استینگ به مصاف هالک هوگان رفت و موفق شد وی را شکست دهد. در بیست و دوم دسامبر استینگ و جف هاردی در یک بازی با هم تیم شدند و موفق به شکست تیم بابی رود و بالی ری در یک مسابقهٔ خیابانی شدند.

### حضور در دابلیو دابلیو ای برای اولین بار (۲۰۱۴–۲۰۱۵)

#### انتقام از مدیران WWE

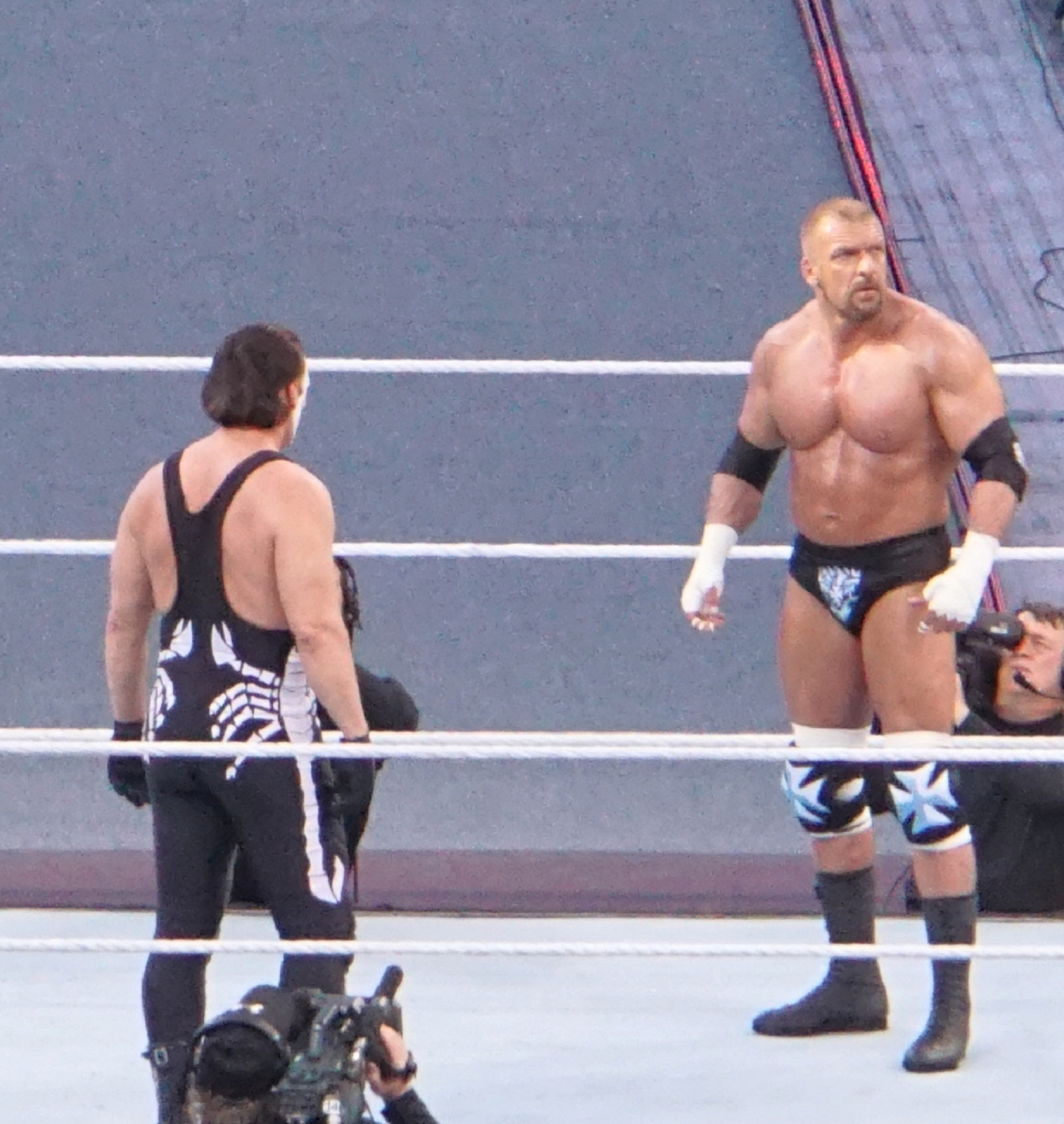
استینگ در رسلمانیا ۳۱ برابر تریپل اچ

کمپانی wcw که رقیب wwe بود به عنوان کمپانی کشتی کجی شناخته می‌شد که کشتی گیرانش از جمله استینگ نماد رقابت و جنگ با wwe بودند اما مدیران wwe با سیاست‌هایشان باعث ورشکست شدن رقیبشان wcw شدند، و پس از آن کشتی گیران wcwبه wwe پیوستند اما استینگ تنها کسی بود که جنگ قدیمی اش با wwe را فراموش نمی‌کرد و بر خلاف بقیه نمی‌پذیرفت به کمپانی ای بپیوندد که سبب نابودی خانه او یعنی wcw شده بود. ۱۴ سال بعد به مرور جو انتقادی شدیدی علیه نحوه مدیریت مدیران wwe یعنی تریپل اچ و همسرش به راه افتاد تا جایی که در سروایور سریز مسابقه‌ای بین تیم معترضین به مدیران wwe و تیم مدیران wwe برگزار شد؛ و قرار شد مدیران در صورت باخت برکنار شوند در لحظات آخر مسابقه، تریپل اچ و تیمش تقریباً در حال نزدیک شدن به پیروزی تیم خود یعنی تیم مدیران بودند که ناگهان با تعجب همگان استینگ برای اولین بار وارد سالن wwe شد. تریپل اچ که با تعجب به استینگ نگاه می‌کرد ناگاهان با ضربات استینگ مواجه شد و روی زمین افتاد؛ سپس استینگ با دخالت در مسابقه باعث شکست تیم مدیران wwe شد تا تریپل اچ و همسرش از مدیریت wwe برکنار شوند. با شکست مدیران و برکناری آنها، استینگ پس از ۱۴ سال انتقام نابودی wcw را از آنها که در نابودی wcw نقش داشتند گرفت.

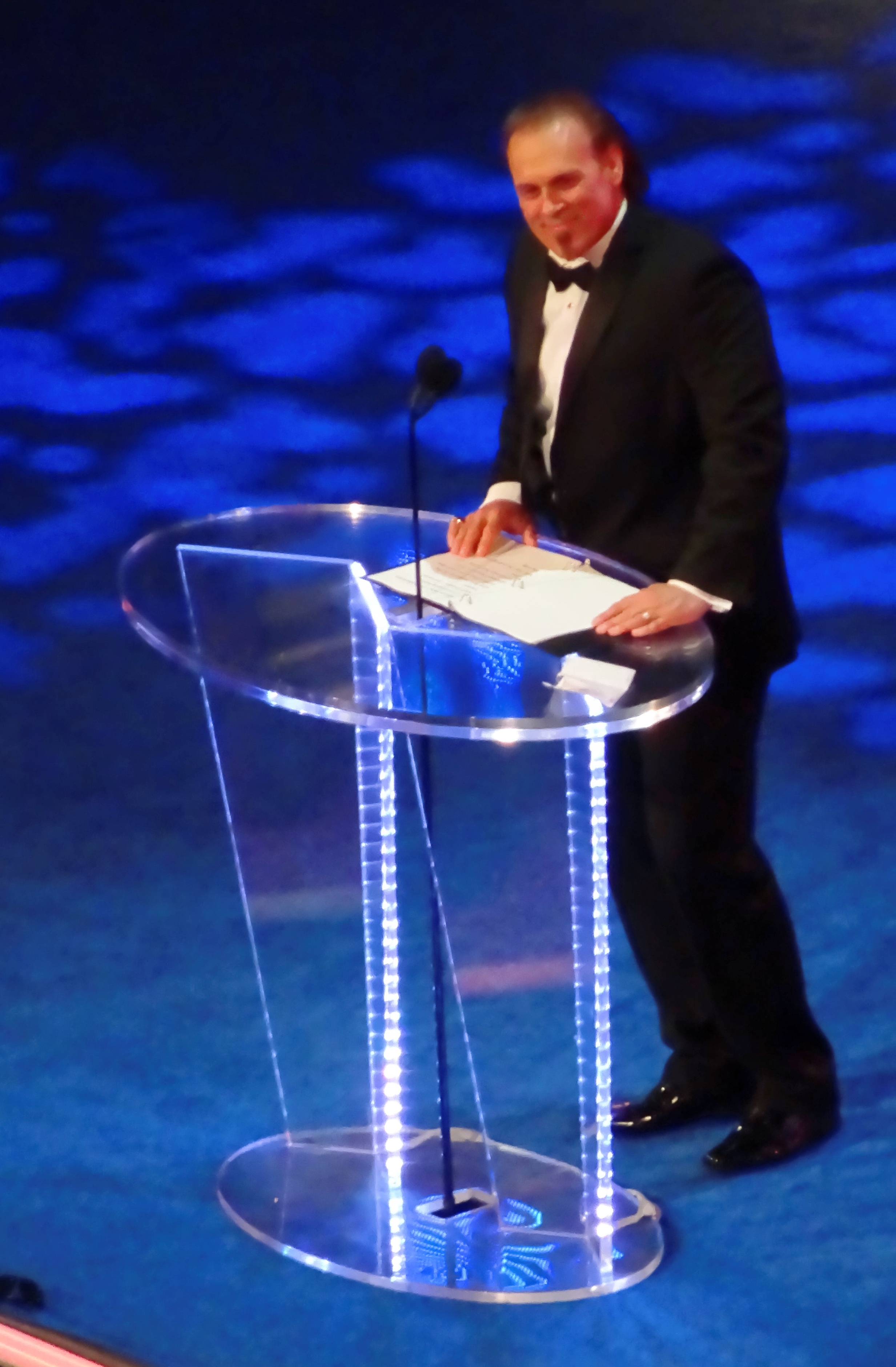
استینگ در هنگام بازنشستگی در تالار شهرت دابلیو دابلیو ای

تریپل اچ با این که از مدیریت برکنار شده بود (در داستان) ولی به عنوان یک کشتی‌گیر همچنان در کمپانی حاضر می‌شد و درگیری اش با استینگ را ادامه داد این درگیری‌ها به برگزاری مسابقه اش با استینگ در رسلمنیا ۳۱ ختم شد. استینگ پس از رسلمنیا ۳۱ درگیری با ست رالینز را شروع کرد، در نایت اف چمپیونز که مسابقه این دو برگزار شد ٬ست رالینز با زدن باکل بامب به استینگ باعث مصدومیت شدید او از ناحیه نخاع شد این مصدومیت باعث شد استینگ دیگر هرگز نتواند کشتی بگیرد.

#### بازنشستگی و حضور در تالار شهرت (۲۰۱۶)
پس از مصدومیت استینگ، اعلام شد او بابت این آسیب دیدگی نیازمند عمل جراحی می‌باشد و بعد از این عمل جراحی استینگ به‌طور رسمی اعلام کرد که از مسابقات حرفه‌ای خداحافظی کرده‌است.
در سال ۲۰۱۶ به‌طور رسمی اعلام شد که استینگ اولین عضو تالار شهرت دبلیو دبلیو ای در این سال خواهد بود؛ و در رسلمانیا ۳۲ به‌طور رسمی از رقابت‌ها خداحافظی کرد
 پیوستن به لیگ AEW 
استینگ در ۳ دسامبر ۲۰۲۰ با قراردادی سه ساله لیگ AEW پیوست یکی از شرط‌های استینگ این بود که از هر یک مسابقه یک میلیون دلار دریافت کند.
پیوستن استینگ یکی از بزرگترین اشتباهاتی بود که AEW انجام داد زیرا این کمپانی تا به اینجا این را ثابت کرده‌است جوانگرا نیست و به دریافت ستاره‌های اسبق کمپانی WWE بسنده می‌کند.

## فعالیت‌های دیگر
بوردون در سال ۱۹۹۹ در سه قسمت از مجموعه سریال اکشن «تاندر در بهشت» به همراه هالک هوگان حضور داشت که نقش آدام مک کال روبازی کرد…
در رستلمنیا ۲۰۱۵(۳۱) در رینگ حاضر شد، که باعث خوشحالی بسیاری از طرفداران کشتی کج قرار گرفت
در بازی در برابر تریپل اچ و گروه دی اکس قرار گرفت، ک در نهایت با دخالت گروه دی اکس تریپل توانست پیروز میدان شود…
استینگ پس از سال‌ها به کمپانی مک مهان روی خوش نشان داد، و بالاخره در سال ۲۰۱۵ این امر محقق گردید،
ک بسیاری گمان می‌کردند ک استینگ در برابر غول کمپانی یعنی آندرتیکر قرار خواهد گرفت، که این امر محقق نشد،

## زندگی شخصی

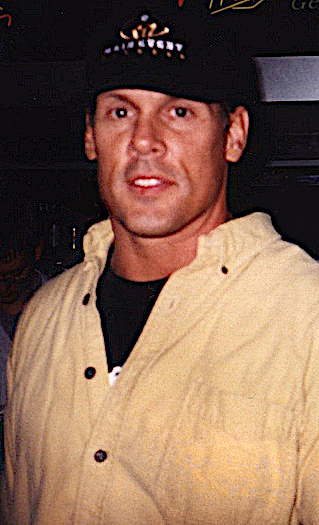
استینگ، پس از ضبط نوار WCW Monday Nitro از مینیاپولیس، در مینه‌سوتا سال ۱۹۹۸ میلادی

بوردون پس از ازدواج با همرش سوا در اوت سال ۱۹۹۸ به دین مسیحیت روی آورد چندی بعد در سال ۲۰۰۰ دو پسر به دنیا آورد که نام‌های آن گرت و استیون گذاشت و پس از آن دختری نیز به نام گریس به دنیا آورد. هر دو پسر بوردون در کالج فوتبال آمریکایی حضور دارند که پسر کوچکتر یعنی استیون کوراتر در بک تیم سانتا کاریتا بازی می‌کند.